# Карлис Улманис
Карлис Аугустс Вилхелмс Улманис (4. септембар 1877 − 20. септембар 1942) био је летонски политичар. Био је један од најистакнутијих летонских политичара пре Другог светског рата током међуратног периода независности од новембра 1918. до јуна 1940. Четири пута је обављао функцију премијера, последњи пут на челу ауторитарног режима, током којег је потом такође усвојио титулу председника Летоније.
Наслеђе његове диктатуре наставља да дели јавно мњење у Летонији и данас.

## Младост
Рођен у успешној пољопривредној породици, Улманис је студирао пољопривреду на Швајцарском савезном технолошком институту у Цириху и на Универзитету у Лајпцигу. Потом је радио у Летонији као писац, предавач и менаџер на пољопривредним позицијама. Био је политички активан током Револуције 1905. године, накратко је затворен у Пскову, а потом је побегао из Летоније да би избегао затварање од стране руских власти. Током овог периода изгнанства, Улманис је студирао на Универзитету Небраска-Линцолн у Сједињеним Државама, стекавши звање дипломац (бачелор) из пољопривреде. Након кратког рада на том универзитету као предавач, Улманис се преселио у Хјустон у Тексасу. Посао у млекарству који је тамо купио наишао је на финансијске тешкоће.
Улманис се вратио у Летонију из америчког изгнанства 1913. године, након што му је саопштено да је сада безбедно да се политички прогнаници врате због проглашења опште амнестије од стране руског Николаја II. Ова сигурност била је кратког даха јер је годину дана касније избио Први светски рат и Немачка је 1915. делимично окупирала Курландију.
О личном животу Улманиса није много познато. Познато је да се никада није женио и нема података да је излазио са неким. Када су га једном питали зашто није ожењен, његов одговор је био: „Ожењен сам Летонијом и то ми је довољно“. Током његовог живота, говорило се о његовој сексуалности, уз неке тврдње да је можда био хомосексуалац. Гласине су подстакле и блиске везе Улманиса са двојицом његових мушких запослених. Гласине је подгревао и сам Улманис не дајући никакве информације о свом личном животу. Није имао потомство, иако га је имао његов брат; унук (Гунтис) Улманисовог брата је касније постао председник Летоније.

## Политичка каријера у независној Летонији
У последњим фазама Првог светског рата основао је Летонски савез пољопривредника, једну од две најистакнутије политичке странке у Летонији у то време. Улманис је био један од главних оснивача Народног већа, које је прогласило независност Летоније 18. новембра 1918, са Улманисом као премијером прве привремене владе Летоније. После Летонског рата за независност 1919 - 1920, уставна конвенција успоставила је Летонију као парламентарну демократију 1920. Улманис је био премијер у неколико наредних администрација летонске владе од 1918. до 1934. године.

## Пуч од 15. маја 1934
У ноћи 15. на 16. мај 1934. године, Улманис је, уз подршку војног министра Јаниса Балодиса, прогласио ратно стање и распустио све политичке странке и Саиму (парламент). Пуч без проливања крви извеле су војска и јединице националне гарде Аизарги одане Улманису. Кренули су против кључних владиних канцеларија, објеката комуникације и превоза. Многи изабрани званичници и политичари (готово искључиво социјалдемократе, као и личности екстремне деснице и левице) били су приведени, као и сваки војни официр који се одупирао државном удару. Власти су у почетку привеле око 2.000 социјалдемократа, укључујући већину социјалдемократских чланова распуштене Саиме, као и чланове разних десничарских радикалних организација, попут Перконкрустса.
Све у свему, 369 социјалдемократа, 95 припадника Перконкрустса, про-нацистички активисти из заједнице балтичких Немаца и неколицина политичара из других странака су интернирани у логор успостављен у Кароста округу Лијепаја. Након што су судови ослободили оптужби за оружје неколико социјалдемократа, попут Бруне Калнинша, већина затворених временом је пуштена. Они које су судови осудили за велеиздајничка дела, попут вође Перконкрустса Густавса Целминша, остали су иза решетака током казне, три године у случају Целминш.
Следеће четири године Улманис је владао декретом, без парламента. Декретом су функције Саиме додељене кабинету док се изради нови устав. Иако актуелни председник државе Албертс Квиесис није подржао пуч, он је остао на функцији и сарађивао са Улманисом.
Улманисов кабинет је, 19. марта 1936. године, израдио је закон који предвиђа да Улманис постане председник државе, као и премијер по истеку Квиесисовог мандата. Ово је очигледно кршило Устав који је предвиђао да председавајући Саиме постане вршилац дужности председника до нових избора. Међутим, нико се није усудио да се успротиви. Када је Квиесис напустио функцију 11. априла 1936, Улманис је комбиновао канцеларије председника и премијера.

## Ауторитарни режим
Улманисов режим био је јединствен међу осталим европским диктатурама у међуратном периоду. Улманис није створио владајућу странку, парламент са печатом или нову идеологију. Била је то лична, патерналистичка диктатура у којој је Улманис - који се називао „вођом народа“ - тврдио да чини оно што је сматрао најбољим за Летонце. Сав политички живот био је забрањен, култура и економија су на крају организоване у врсту корпоративног етатизма који је Мусолини тих година популарисао. Створене су коморе професија, слично коморама корпорација у другим диктатурама.
Све политичке странке, укључујући Улманисов сопствени синдикат пољопривредника, биле су стављене ван закона. Део устава Летонске Републике и грађанске слободе су суспендовани. Све новине у власништву политичких партија или организација биле су затворене а све публикације су биле подвргнуте цензури и владином надзору од стране Министарства јавних послова које је водио Алфредс Берзинш. Војска и Аизарги паравојна гарда су обиловали привилегијама.
Верује се да је Улманис био популаран лидер, посебно међу пољопривредницима и етничким Летонцима. Ово је дискутабилно. Његова странка никада није освојила више од 17 процената гласова ни на једном избору и видело се како њена подршка непрестано опада у годинама од уставне конвенције 1922. године. На изборима 1931. године, Синдикат пољопривредника освојио је само 12,2 одсто гласова, што је најнижи ниво свих времена. Неки историчари верују да је један од главних мотива пуча био страх да ће изгубити још више гласова на предстојећим изборима. Од тренутка његовог пуча до његове смрти, из очигледних разлога, нису биле доступне поуздане статистике гласања или популарности.

### Идеологија
Улманис је био летонски националиста, који је подржавао слоган „Летонија за Летонце“, што је значило да Летонија треба да буде летонска национална држава, а не мултинационална држава са традиционалним балтичким немачким елитама и јеврејском предузетничком класом. У исто време коришћена је парола „Летонско сунце једнако сија над свима“ и ниједна етничка група није била активна мета. Ограничени број немачке, јеврејске и других мањинских новина и организација и даље је постојао само онолико колико су дозвољавала ограничења ауторитарне диктатуре. Посебно су погођени новине на јидишу. У пракси нису забрањене само новине верске странке Агудата Исраела „Haint“, док су популарне публикације „Dos Folk“, „Frimorgn“ 3, „Riger Tog“ 4 и „Naier Fraitik“ биле затворене. Званична листа новина и часописа Привредне коморе из 1936. године не наводи ниједну јидиш, хебрејску или јеврејску публикацију.
Политике летонизације је праћена и у области образовања, кроз резање и укидање субвенција за образовање мањина. Током владавине Улманиса, образовање је било снажно наглашено и стопе писмености у Летонији достигле су висок ниво. Међутим, посебно у региону Латгале у источној Летонији, образовање се активно користило као средство асимилације мањина. Изграђено је много нових школа, али то су биле летонске школе и деца мањина су тако асимилована.

### Економија
Током његовог вођства Летонија је забележила велика економска достигнућа. Држава је преузела већу улогу у економији, а државни капитализам је уведен куповином и обједињавањем мањих конкурентских приватних компанија у већа државна предузећа. Овим процесом је управљала Латвијас Кредитбанка, државна банка основана 1935. године. Предузети су многи велики грађевински пројекти - нове школе, административне зграде, хидроелектрана Кегумс. Захваљујући примени економије компаративне предности, Уједињено Краљевство и Немачка постале су главни трговински партнери Летоније, док је трговина са СССР-ом смањена. Улманис је национализовао многе индустрије. То је резултирало брзим економским растом, током којег је Летонија постигла врло висок животни стандард. У време када је већина светске економије још увек патила од последица Велике депресије, Летонија је могла да укаже на повећање како бруто националног производа (БНП), тако и извоза летонске робе у иностранство. То је, међутим, дошло по цену слободе и грађанских права.
Политика Улманиса, чак и пре његовог ступања на власт, била је отворено усмерена на уклањање мањинских група из економског живота и омогућавање Летонцима летонске националности приступ свим позицијама у националној економији. Ово се понекад називало „Летонизација“. Према неким проценама, око 90% банака и кредитних институција у Летонији било је у државном власништву или под летонском управом 1939. године, наспрам 20% 1933. године.
Као резултат, економски и културни утицај мањина - Немаца, Јевреја, Руса, Пољака - опао је.
Летонски први дугометражни звучни филм „Zvejnieka dēls“ (Син рибара) била је прича о младом рибару који покушава да ослободи друге локалне рибаре из моћи посредника и показује им да будућност лежи у заједничком раду. Филм је заснован на широко популарном роману Вилиса Лациса који је 1940. године постао премијер совјетске окупиране Летонске ССР.

## Каснији живот и смрт
Дана 23. августа 1939. Немачка Адолфа Хитлера и СССР Јосифа Стаљина потписали су споразум о ненападању, познат као Споразум Молотов – Рибентроп, који је садржао тајни додатак (објављен тек 1945), поделивши Источну Европу на сфере утицаја. Летонија је тиме додељена совјетској сфери. Након совјетског ултиматума у октобру 1939, Улманис је потписао совјетско-летонски Уговор о узајамној помоћи и дозволио совјетске војне базе у Летонији. 17. јуна 1940. Летонију је потпуно окупирао Совјетски Савез. Уместо да ризикује рат без победе, Улманис се обратио националном радију наређујући не-пружање отпора Црвеној армији, рекавши „Ја ћу остати на свом месту, а ви останите на својим“.
Следећих месец дана Улманис је сарађивао са Совјетима. Дао је оставку на место премијера три дана након пуча и именовао левичарску владу на челу са Аугустсом Кирхенштајнсом - коју је, у ствари, изабрала совјетска амбасада. Совјетски контролисани избори за „народну Саиму“ одржани су 14. и 15. јула, на којима је гласачима представљена јединствена листа из савеза којим су доминирали комунисти. Нова „Народна Саима“ састала се 21. јула само са једном тачком дневног реда - резолуцијом којом се Летонија проглашава совјетском републиком и тражи пријем у Совјетски Савез, што је једногласно спроведено. Овај потез је незаконит према летонијском уставу, који је предвиђао да се велика промена основног уставног поретка може донети тек након што га је две трећине бирачког тела одобрило путем референдума. Откако се Летонија отцепила од Совјетског Савеза 1990. године, она тврди да је резолуција којом се тражи пријем у Совјетски Савез била нелегална и да је Народна Саима изабрана у складу са незаконитим и неуставним изборним законом.
Такође 21. јула, Улманис је био приморан да поднесе оставку и затражио је од совјетске владе пензију и дозволу да емигрира у Швајцарску. Уместо тога, ухапшен је и послан у руски Ставропољ, где је годину дана радио у својој изворној професији као агроном. Након почетка немачко-совјетског рата, затворен је у јулу 1941. године. Годину дана касније, док су се немачке војске приближавале Ставропољу, он и други затвореници евакуисани су у затвор у Красноводску у данашњем Туркменистану. На путу тамо, оболео је од дизентерије и убрзо је умро 20. септембра 1942. Дуго времена место његовог сахрањивања није било познато. Грузијски медији су 2011. године известили да би Улманис могао бити сахрањен на градском гробљу Гори, према бившем гробару који је тврдио да су га пренели службеници КГБ-а и да је Улманису морао да ископа гроб. Међутим, 2017. године, Улманисов унук-нећак, Гунтис Улманис, објавио је да је потрага прекинута, јер је било очигледно да ће локацију бити немогуће пронаћи.

## Касније процене
Наслеђе Карлиса Улманиса за Летонију и Летонце је сложено. У послератној Летонској совјетској социјалистичкој Републици, совјетски режим га је означио као фашисту, који се не разликује од нацисте, оптужујући га за корупцију и крваве репресалије против радника Летоније. У ствари, Улманис је забранио фашистичку странку и затворио њеног вођу Густава Целминша.
Међу послератним летонским емигрантима, Улманиса су идеализовали многи од оних који су његову шестогодишњу ауторитарну владавину доживљавали као златно доба летонске нације. Неке традиције које је створио Улманис, попут Draudzīgais aicinājums (добротворне донације нечијој бившој школи), наставиле су да се подржавају.
У независној Летонији данас Улманис остаје популарна, мада и контроверзна личност. Многи Летонци на њега гледају као на симбол независности Летоније пре Другог светског рата, а историчари се генерално слажу око његове позитивне ране улоге премијера током формирања земље. У погледу ауторитарног периода, мишљења се, међутим, разилазе. С једне стране, Улманису је могуће приписати пораст економског просперитета етничких Летонаца током 1930-их и нагласити да под његовом влашћу није постојао исти ниво милитаризма или масовног политичког угњетавања који су карактерисали друге данашње диктатуре. С друге стране, историчари попут Улманисовог биографа Едгарса Дунсдорфа сматрају да се неко ко је распустио Парламент и усвојио ауторитарну владавину не може сматрати позитивном фигуром, чак иако је то правило у неким областима било просперитетно.
Један од знакова да је Улманис још увек био веома популаран у Летонији током првих година враћања независности био је избор његовог унука-нећака Гунтиса Улманиса за председника Летоније 1993. године.
По њему је назван један од главних саобраћајних праваца у Риги, главном граду Летоније (Kārļa Ulmaņa gatve, претходно названој по Ернест Телману). 2003. године у парку у центру Риге откривен је Улманисов споменик.